# Falko Blask
Falko Blask (* 1966 in Duisburg) ist ein deutscher Journalist, Regisseur, Sachbuchautor, Fernsehproduzent, Drehbuchautor und Hörfunkmoderator.

## Werdegang
Nach einem Abitur am Gymnasium Wertingen im Jahre 1985 studierte Blask bis 1993 Journalistik, Kommunikationswissenschaft, Politikwissenschaft, Soziologie und Philosophie an der Ludwig-Maximilians-Universität München sowie zeitweise Humanmedizin und absolvierte eine Ausbildung zum Redakteur an der Deutschen Journalistenschule. Noch während seiner Studienzeit moderierte er bei Radio Skyline und arbeitete für Radio KÖ. Es folgten Reportagen und diverse Berichte für den Playboy, wo er auch als Ressort-Leiter für das Profit-Magazin verantwortlich war, den Wiener und EGO, Kolumnen für Internetworld, Neue Szene und andere Magazine sowie Texte für Die Zeit, Cosmopolitan etc. Im Fernsehbereich war er des Weiteren Drehbuchautor und Regisseur für Sender wie n-tv, Janus TV (Produktionsfirma für Formate bei ProSieben, Sat.1, Kabel 1, RTL 2) und ARTE, für dessen Kulturbereich er auch als Produzent arbeitete. Für National Geographic, History Channel, Discovery Channel und DMAX überarbeitete er englische Wissenschaftsformate.
Außerdem schrieb er Bücher über Themen wie Zeitreisen, Techno oder Baudrillard sowie Artikel für Fachzeitschriften, Lexika oder Sammelbänden.
Falko Blask ist heute Professor für Technikjournalismus an der Technischen Hochschule Nürnberg Georg Simon Ohm.

## Bücher
- Konsequent Karriere machen, Eichborn, Frankfurt am Main 1995, ISBN 3-8218-1193-5
- Baudrillard zur Einführung, Junius, Hamburg 1995, ISBN 3-88506-917-2
- Techno. Eine Generation in Ekstase (zusammen mit Michael Fuchs-Gamböck), Lübbe, Bergisch Gladbach 1995, ISBN 3-404-60416-4
- Den Anschluss nicht verpassen. Elektronische Medien in Studium, Beruf und Alltag, Eichborn, Frankfurt am Main 1996, ISBN 3-8218-0984-1
- „Ich will Spass!“ Eine Generation jenseits von Gut und Böse – das Zeitalter der kreativen Willkür, Heyne, München 1996, ISBN 3-453-09885-4
- No Mercy. Eine unglaubliche Karriere (zusammen mit Michael Fuchs-Gamböck), Goldmann, München 1998, ISBN 3-442-44050-5
- Zeitmaschinen. Mythos und Technologie eines Menschheitstraums (zusammen mit Ariane Windhorst), Atmosphären Verlag, München 2005, ISBN 3-86533-020-7
- Zeitreisen. Die Erfüllung eines Menschheitstraums (zusammen mit Ariane Windhorst), Rowohlt, Reinbek bei Hamburg 2009, ISBN 978-3-499-62558-9

## Auszeichnungen
- 1987: 2. Platz beim Deutschen Jugendpressepreis